# DR Pigekoret
DR Pigekoret (frem til 2001 Radioens Pigekor eller uofficielt Radiopigekoret) er et dansk pigekor, som Danmarks Radio etablerede i 1938 som pendant til Statsradiofoniens Drengekor, der blev oprettet i 1929. Korets chefdirigent fra 2013 til 2023 var Phillip Faber. Chefdirigentposten blev i august 2023 overtaget af Charlotte Rowan.
I 1983 ville DR nedlægge pigekoret, hvorefter Københavns Radio overtog pigekoret indtil 1999, hvor DR overtog pigekoret på ny.
DR ville samtidigt nedlægge DR Drengekoret, og da Københavns Radio ikke ønskede at overtage drengekoret blev det nedlagt. Drengekoret blev senere genoprettet i 2005.
Pigekoret består af 50 piger mellem 15 og 22 år.
Repertoiret er bredt; fra klassiske danske sange over folkemusik til moderne rytmisk musik. Koret synger hvert år mere end 60 koncerter, og størstedelen finder sted rundt omkring i Danmark. Ved flere lejligheder har koret optrådt sammen med DR SymfoniOrkestret. Udover det har koret deres egne koncerter i DR's Koncertsal. Deriblandt Julekoncert og Mørkekoncert.
Korsangerne i DR Pigekoret bliver primært hentet fra DR Korskolen, som består af DR Spirekoret (6-8 år), DR Børnekoret (9-11 år) og DR Juniorkoret (12-16 år). DR Juniorkoret er sidste led i DR's Korskole inden DR Pigekoret. Næsten 300 børn og unge går i DR Korskolen.
Gennem mange år har DR Pigekoret rejst rundt til mange dele af verden.